# Polski Trămbeš
Polski Trămbeš (búlgaro:Полски Тръмбеш) é uma cidade da Bulgária, localizada no distrito de Veliko Tarnovo. A sua população era de 4,546 habitantes segundo o censo de 2010.

## População
| Polski Senovets | Polski Senovets | Polski Senovets | Polski Senovets | Polski Senovets | Polski Senovets | Polski Senovets | Polski Senovets | Polski Senovets | Polski Senovets | Polski Senovets | Polski Senovets | Polski Senovets | Polski Senovets | Polski Senovets | Polski Senovets | Polski Senovets | Polski Senovets | Polski Senovets | Polski Senovets |
| --- | --------------- | --------------- | --------------- | --------------- | --------------- | --------------- | --------------- | --------------- | --------------- | --------------- | --------------- | --------------- | --------------- | --------------- | --------------- | --------------- | --------------- | --------------- | --------------- |
| Ano | 1887            | 1910            | 1934            | 1946            | 1956            | 1965            | 1975            | 1985            | 1992            | 2001            | 2002            | 2003            | 2004            | 2005            | 2006            | 2007            | 2008            | 2009            | 2010            |
| População |                 |                 |                 | …               | …               | 4,702           | 6,636           | 6,806           | 5,471           | 5,199           | 5,160           | 5,023           | 4,920           | 4,815           | 4,721           | 4,679           | 4,658           | 4,604           | 4,546           |
| Fontes: Instituto Nacional de Estatísticas, „citypopulation.de“, „pop-stat.mashke.org“, Bulgarian Academy of Sciences |                 |                 |                 |                 |                 |                 |                 |                 |                 |                 |                 |                 |                 |                 |                 |                 |                 |                 |                 |